# الانتخابات المحلية الجزائرية 1990
الانتخابات البلدية الجزائرية في 12 يونيو 1990 هي أول انتخابات بلدية تعددية في التاريخ الجزائري، وجبهة الإنقاذ الإسلامية هي الفائز فيها، من خلالذ فوزا كاسحا حيث فازت ب853 مقعد من اصل1541 وفازت ب31 مجلسا من مجالس الولايات من اصل 48 أي نحو الثلثين

## السياق
مع مظاهرات عام 1988، انتزع الشعب الجزائري دستورًا جديدًا  يسمح لأول مرة بتعددية الأحزاب للتنافس في الانتخابات المختلفة المنظمة.
للتذكير، انتصر الشعب الجزائري في مواجهة الحياة الغالية وانعدام الحريات العامة.
يختلف هذا الدستور الجديد، الذي صيغ في عام 1989، عن دستور 1976:
- مسؤولية رئيس الوزراء أمام المجلس الشعبي الوطني، والتي كانت في السابق مسؤولة وحدها أمام رئيس الجمهورية. نظام برلماني أكثر، ولكن مع رئيس قوي لا يزال مستوحى إلى حد كبير من الجمهورية الخامسة.
- اختفاء مصطلح «اشتراكي».
- إدخال فصل حقيقي بين السلطات في الألقاب المختلفة، «السلطة التنفيذية»، «السلطة التشريعية» و «السلطة القضائية» ضد مجرد «وظائف» في دستور 1976.
- نهاية الحزب الواحد وإدخال السياسة متعددة الأحزاب لأول مرة.
- تأكيد أكثر صراحة على الليبرالية الاقتصادية.

هذه الانتخابات الأولى هي الفرصة الأولى لتجربة المؤسسات الديمقراطية الجديدة.

## الحملة
نجحت الجبهة الإسلامية للإنقاذ في نسج شبكة محلية واسعة تمنحها قاعدة شعبية واسعة. أما بالنسبة للانتخابات التي ستجري بعد عام، فلا يوجد تردد في استخدام المساجد لإلقاء الخطب السياسية.

## نتيجة الجمعيات البلدية البلدية
| الأحزاب        | عدد الاصوات | نسبة الاصوات |
| -------------- | ----------- | ------------ |
| FIS            | 4331472     | 54.3٪        |
| FLN            | 2245798     | 28.1٪        |
| RCD            | 166 104     | 2.1٪         |
| PNSD           | 131 100     | 1.6٪         |
| الأطراف الأخرى | 179036      | 2.2٪         |
| مستقل          | 931278      | 11.7٪        |
| مجموع          | 7984788     | 100٪         |